# René 41
Le René 41 est un alliage de nickel réfractaire destiné aux applications à haute température qui conserve sa résistance dans une gamme de température de 600 à 1 000 °C. Développé par General Electric, il entre dans la réalisation de composants de réacteurs d'avion et de missiles ainsi que dans diverses structures nécessitant des matériaux résistants à température élevée, comme des ressorts et des systèmes de verrouillage. Il présente une masse volumique d'environ 8,25 g/cm3 et fond dans une plage de températures de 1 307 à 1 343 °C.
|          | Cr    | Ni    | Mo    | Co    | Al   | Ti   | B     | C    | Fe   | Mn   | Si   | S     | Cu   |
| Min. (%) | 18,00 | Reste | 9,00  | 10,00 | 1,40 | 3,00 | 0,003 | —    | —    | —    | —    | —     | —    |
| Max. (%) | 20,00 | Reste | 10,50 | 12,00 | 1,80 | 3,30 | 0,01  | 0,12 | 5,00 | 0,10 | 0,50 | 0,015 | 0,50 |
Cet alliage a été utilisé pour réaliser la coque extérieure de la capsule spatiale Mercury.